# Federico I de Saluzzo
Federico I del Vasto (1287-29 de junio de 1336) fue marqués de Saluzzo entre 1330 y 1336.  Fue el hijo primogénito que Manfredo IV de Saluzzo tuvo con primera esposa, Beatriz de Hohenstaufen.

## Vida
En 1321, su padre el marqués Manfredo IV cambió el orden sucesorio influido por su segunda esposa, Isabella Doria.  Esta convenció a su marido para que nombrase heredero a su propio hijo, Manfredo.  Federico se vio desplazado de los derechos que le correspondían y solo heredaría una miserable porción del territorio. Dos años después Federico, con el apoyo de su suegro el Delfín de Viennois y del príncipe de Acaya, Felipe I de Piamonte (primo de Amadeo V de Saboya), ocupó parte del marquesado en protesta por su exclusión del trono.  El marqués no quiso dar su brazo a torcer, mientras que su hermanastro Manfredo también armaba a sus partidarios aprestándose para la lucha.  Acababa de comenzar una furiosa guerra civil.
En un primer momento, Giovanni y Giorgio, hermanos del marqués, intentaron hacer de mediadores presentando un acuerdo por el que Federico era reconocido como heredero, mientras que a su hermanastro se le compensaba manteniendo muchas de las tierras que tenía asignadas y otros títulos nobiliarios.  Pero ninguno de los pretendientes aceptó el trato.  A continuación intervinieron también los Visconti de Milán y el problema sucesorio de Saluzzo se convirtió en una disculpa de todas las potencias de la región para enfrentar sus intereses.
Los estados vecinos vieron en este conflicto una ocasión perfecta y cómoda para enfrentar sus disputas en una guerra que no afectaba a sus territorios.  El propio marquesado estuvo en riesgo de desaparecer absorbido por sus vecinos.  Pero finalmente el arbitraje de Amadeo VI de Saboya llegó a un acuerdo estable para los dos pretendientes.  El 29 de julio de 1332 se firmó un tratado por el que el trono fue cedido a Federico. Manfredo se retiró a sus posesiones de Laghe convirtiéndose en el primer Señor de Cardè.  También se compensó a Manfredo dándole en matrimonio en 1333 a Eleonora († 1350), una de las hijas del propio Filippo I de Saboya-Acaya.
Pero solo cuatro años después de recuperar el trono, Federico falleció, dejando el trono a su primogénito Tomás.

## Descendencia
Federico se había casado en 1303 con Margarita de La Tour, hija de Humberto I, Delfín de Viennois.   Con ella tuvo a:
- Tomás, su sucesor.
- Una hija que se casó con Pietro Cambiano, Señor de Ruffia.

En segundas nupcias, Federico se casó con Giancomina di Biandrate, hija de Guglielmo di San Giorgio.  Con Giancomina no tuvo descendencia, aunque en este tiempo sí que tuvo un hijo ilegítimo, Giancomo, que fue Señor de Brondello.
| Predecesor: Manfredo IV | Marqués de Saluzzo 1330-1336 | Sucesor: Tomás II |